# マサチューセッツ湾直轄植民地
マサチューセッツ湾直轄植民地（マサチューセッツわんちょっかつしょくみんち、英: Province of Massachusetts Bay）は、イングランド王国とスコットランド王国の共同君主ウィリアムとメアリーから1691年10月7日に与えられた勅許によって北アメリカに成立した王室領植民地である。この勅許は1692年5月14日に有効となり、それまでのマサチューセッツ湾植民地、プリマス植民地、さらにはメイン植民地、マーサズ・ヴィニヤード、ナンタケットおよび現在のノバスコシアを包含した（ノバスコシアは1696年に分離し、1713年にノバスコシア植民地となった）。ニューハンプシャー植民地はマサチューセッツ湾直轄植民地成立時にマサチューセッツ湾から独立を果たした。
マサチューセッツという名前はアルゴンキン語族の先住民族マサチューセッツ族から来ていた。この名前は「大きな丘で」「大きな丘の場所で」あるいは「丘の連なりで」と訳され、ブルーヒルズあるいは特にグレート・ブルーヒルに引用された。
1691年からマサチューセッツ湾直轄植民地の歴史は通常マサチューセッツ州の歴史と同じものと考えられている。1691年の「ウィリアムとメアリー勅許」は、ジョージ1世の「解説勅許」で修正され、植民地に認められた当初の権利を拡大した。
マサチューセッツ湾直轄植民地の総督はおよそ1774年10月7日まで存在し、その後はマサチューセッツ議会が王室の締め付けに対する反応としてマサチューセッツ植民地議会を設立し、これがアメリカ独立戦争の反乱に繋がる行動となっていった。
マサチューセッツ憲法、すなわちマサチューセッツ邦の政府形態は1779年10月にケンブリッジで合意され、9ヵ月後の1780年6月に代議員によって採択され、「次の10月最後の水曜日」に執行となった。

## 総督
1. ウィリアム・フィップス 1692年5月16日 - 1694年11月17日
2. ウィリアム・ストートン  （代理総督） 1694年12月4日 - 1699年5月26日
3. リチャード・クート 1699年5月26日 - 1700年7月17日
4. ウィリアム・ストートン  （代理総督） 1700年7月22日 - 1701年7月7日
5. Massachusetts Governor's Council （代理総督） 1701年7月10日 - 1702年6月7日
6. ジョセフ・ダドリー 1702年6月11日 - 1715年2月4日
7. Massachusetts Governor's Council （代理総督） 1715年2月4日 - 1715年3月21日
8. ジョセフ・ダドリー 1715年3月21日 - 1715年11月9日
9. ウィリアム・テイラー （代理総督） 1715年11月9日 - 1716年10月5日
10. サミュエル・シュート 1716年10月5日 - 1723年1月1日
11. ウィリアム・ダマー （代理総督） 1723年1月2日 - 1728年7月19日
12. ウィリアム・バーネット 1728年7月19日 - 1729年9月7日
13. ウィリアム・ダマー （代理総督） 1729年9月10日 - 1730年6月11日
14. ウィリアム・テイラー （代理総督） 1730年6月11日 - 1730年8月10日
15. ジョナサン・ベルチャー 1730年8月10日 - 1741年8月14日
16. ウィリアム・シャーリー 1741年8月14日 - 1749年9月11日
17. Spencer Phips （代理総督） 1749年9月15日 - 1753年8月7日
18. ウィリアム・シャーリー 1753年8月7日 - 1756年9月25日
19. Spencer Phips （代理総督） 1756年9月25日 - 1757年4月4日
20. Massachusetts Governor's Council （代理総督） 1757年4月5日 - 1757年8月3日
21. トマス・パウナル 1757年8月3日 - 1760年6月3日
22. トマス・ハッチンソン （代理総督）1760年6月3日 - 1760年8月2日
23. フランシス・バーナード 1760年8月2日 - 1769年8月1日
24. トマス・ハッチンソン（代理総督:1769年8月2日 - 1771年3月14日）1769年8月2日 - 1774年5月13日
25. トマス・ゲイジ 1774年5月13日 - 1775年10月11日
26. ウィリアム・ハウ 1775年10月11日 - 1776年3月17日